# Station Kvål
Station Kvål is een station in  Kvål in fylke Trøndelag  in  Noorwegen. Het station ligt aan Dovrebanen. Het is alleen in gebruik als halte voor stoptreinen.